# سوین اودوار موئن
سوین اودوار موئن (متولد ۲۲ ژانویه ۱۹۷۹) داور فوتبال اهل نروژ می‌باشد. وی از سال ۱۹۹۵ کار داوری را شروع کرده‌است و از سال ۲۰۰۳ در لیگ برتر فوتبال نروژ کار داوری خود را آغاز نموده است. وی به عنوان داور بازی فینال جام جهانی زیر ۱۷ سال در سال ۲۰۱۱ انتخاب شده بود.